# 埃尔克·泽米施
埃尔克·泽米施（德語：Elke Sehmisch，1955年5月4日—），德国女子游泳运动员。她曾代表东德参加1972年夏季奥林匹克运动会游泳比赛，获得女子4×100米自由泳接力银牌。